# Морозово (Дмитровский городской округ)
Морозово — деревня в Дмитровском районе Московской области, в составе Сельского поселения Костинское.
Население — 6 чел. (2010). До 2006 года Морозово входило в состав Гришинского сельского округа.

## Расположение
Деревня расположена в юго-восточной части района, у границы с Мытищинским, примерно в 18 км почти к югу от Дмитрова, на безымянном ручье, впадающем в Икшинское водохранилище, высота центра над уровнем моря 211 м. Ближайшие населённые пункты — Селевкино на севере и Голенищево, Мытищинского района, на юго-западе.

## История
Морозово — старинная вотчина Тухачевских. В первой половине XIX века усадьбой владел полковник К. Ф. Тухачевский, в середине столетия — его дочь ротмистрша П. К. Готовицкая, затем — госпожа Волкова. В 1911 году владелец Ф. И. Афремов. Сохранилась руинированная Успенская церковь в стиле классицизм, построенная вместо прежней деревянной, остатки регулярного парка с прудами (один из них с островом) и фрагменты подъездной аллеи.
В деревне действует Успенская церковь 1823 года постройки

## Население
| 2002 | 2006 | 2010 |
| ---- | ---- | ---- |
| 11   | ↘7   | ↘6   |